# مید (اکلاهما)
مید(به انگلیسی: Mead) شهری در ایالت اکلاهما کشور ایالات متحده آمریکا است که جمعیت آن در سرشماری سال ۲۰۱۰ میلادی، ۱۲۲ نفر بوده‌است.